# 阿廷模
阿廷模是抽象代數中一類滿足降鏈條件的模。

## 定義
以下固定一個環 {\displaystyle A}。設 {\displaystyle M} 為左 {\displaystyle A}-模，當 {\displaystyle M} 滿足下列，則稱 {\displaystyle M} 為阿廷模：
對所有由 {\displaystyle M} 的子模構成的降鏈 {\displaystyle M_{1}\supset M_{2}\supset \cdots }，存在 {\displaystyle N\in \mathbb {N} } 使得 {\displaystyle i\geq \mathbb {N} \Rightarrow M_{i}=M_{i+1}}；換言之，此降鏈將會固定。
若將上述定義中的左模換成右模，可得到右阿廷模的定義。

## 性質
- 若 {\displaystyle A} 是 {\displaystyle k}-代數，任何在 {\displaystyle k} 上有限維的 {\displaystyle A}-模都是阿廷模。
- 若 {\displaystyle N\subset M}，且 {\displaystyle N} 與 {\displaystyle M/N} 皆為阿廷模，則 {\displaystyle M} 為阿廷模。
- 阿廷模的子模與商模皆為阿廷模。
- 阿廷模與環的性質差異之一，在於有非諾特模的阿廷模，以下將給出一個例子：

令 {\displaystyle M:=\mathbb {Z} [1/p]/\mathbb {Z} }，視之為 {\displaystyle \mathbb {Z} }-模。升鏈
{\displaystyle \langle 1/p\rangle \subset \langle 1/p^{2}\rangle \subset \langle 1/p^{3}\rangle \cdots }
不會固定，因此 {\displaystyle M} 並非諾特模。然而我們知道 {\displaystyle M} 的任何子模皆形如 {\displaystyle \langle 1/n\rangle }，由此可知任何降鏈皆可寫成
{\displaystyle \langle 1/n_{1}\rangle \supset \langle 1/n_{2}\rangle \supset \langle 1/n_{3}\rangle \cdots }
其中 {\displaystyle n_{i+1}|n_{i}}，故將固定，於是 {\displaystyle M} 是阿廷模。

## 文獻
- Serge Lang, Algebra (2002), Graduate Texts in Mathematics 211, Springer. ISBN 0-387-95385-X